# The Union of Bliss and Emptiness
A The Union of Bliss and Emptiness (magyarul: A boldogság és az üresség egyesítése) című műben a 14. dalai láma, Tendzin Gyaco bemutatja a guru jógát, amely a komoly gyakorló meditációjához nyújt motivációt. A szútra ösvény lényegiségét ötvözi alapvető tantrikus technikákkal, amely így aktiválja a gyakorlóban rejlő spirituális erőket.

## Tartalma
A könyv bemutatja a szútra buddhista ösvényének szerkezetét és teljes formájában vizsgálja a mindennapi életben használatos gyakorlatokat. A tantrikus meditáció nagyban függ az inspirációtól, amelynek gyakorlataihoz a törésmentes hagyományvonalak nyújtanak kellő garanciát. A Shambala kiadó oldalán található egyik olvasói vélemény alapján:
|  | „A The Union of Bliss and Emptiness egy együttérzéssel, intelligenciával, szerénységgel és bölcsességgel átitatott könyv, amely a dalai láma szavain keresztül sugározza a szeretetet. Apró humoros megjegyzésekkel és bölcs tanácsokkal egészíti ki a magas szintű tantrikus magyarázatokat. Függetlenül attól, hogy az olvasó csak lapozgatja, olvassa, vagy tanulmányozza a könyvet, bizonyára megragad valami a dalai láma által közvetíteni kívánt szeretetből.” |
|  | |